# Grigorij Biezugłow
Grigorij Wiktorowicz Biezugłow (ros. Григорий Викторович Безуглов, ur. 28 grudnia 1906?/10 stycznia 1907 we wsi Studenok w obwodzie sumskim, zm. 8 września 1987 w Kujbyszewie) – radziecki wojskowy, major, Bohater Związku Radzieckiego (1944).

## Życiorys
Urodził się w ukraińskiej rodzinie chłopskiej. Skończył szkołę średnią, od 1929 służył w Armii Czerwonej, w 1932 ukończył szkołę kawalerii w Tambowie, w 1937 kursy doskonalenia kadry dowódczej w Nowoczerkasku, a w 1939 kursy pracowników sztabowych przy Akademii Wojskowej im. Frunzego. We wrześniu 1939 uczestniczył w zajmowaniu przez ZSRR zachodniej Ukrainy, czyli agresji na Polskę, a 1939–1940 w wojnie z Finlandią. Od września 1941 walczył w wojnie z Niemcami na Froncie Zachodnim, potem Południowym, Centralnym i 1 Białoruskim. W końcu września 1943 jako szef sztabu 60 gwardyjskiego pułku kawalerii 16 Gwardyjskiej Dywizji Kawalerii 7 Gwardyjskiego Korpusu Kawalerii 61 Armii Frontu Centralnego wyróżnił się podczas forsowania Dniepru w rejonie brahińskim w obwodzie homelskim. W styczniu 1945 został ciężko ranny i odesłany do szpitala, następnie przeniesiony do rezerwy w stopniu majora. Wrócił do rodzinnej wsi, później został przewodniczącym rady wiejskiej, od 1953 mieszkał w Kujbyszewie, gdzie pracował w fabryce. Jego imieniem nazwano drużynę pionierów w szkole w rodzinnej wsi.

## Odznaczenia
- Złota Gwiazda Bohatera Związku Radzieckiego (15 stycznia 1944)[1]
- Order Lenina
- Order Czerwonego Sztandaru
- Order Wojny Ojczyźnianej I klasy
- Order Czerwonej Gwiazdy (dwukrotnie)

I medale.